# Corona, California
Corona este un oraș din California, SUA. Se află la o altitudine de 679 picioare deasupra nivelului mării. Are o suprafață de 102,445434 km². Populația este de 157.136 locuitori, determinată în 1 aprilie 2020, prin recensământ.

## Personalități născute aici
- Tyler Hoechlin (n. 1987), actor.